# باجوس دي هاينا
باجوس دي هاينا هي بلدة تقع في محافظة سان كريستوبال،جمهورية الدومينيكان.